# Ken Doubleday
Ken Leslie Doubleday (* 14. Februar 1926; † 8. Juni 2014 in Geelong) war ein australischer Hürdenläufer. Er begann seine Karriere als Dreispringer und wurde wegen seiner Sprintstärke auch in der 4-mal-100- und der 4-mal-400-Meter-Staffel eingesetzt.

## Leben
Bei den British Empire Games 1950 in Auckland schied er über 440 Yards Hürden im Halbfinale aus. 
1952 wurde er bei den Olympischen Spielen in Helsinki Fünfter über 110 m Hürden und erreichte über 400 m Hürden das Viertelfinale. In der 4-mal-100- und der 4-mal-400-Meter-Staffel schied er mit der australischen Mannschaft im Vorlauf aus. 
Bei den British Empire and Commonwealth Games 1954 in Vancouver stürzte er im Finale über 120 Yards Hürden und erreichte nicht das Ziel. 1956 schied er bei den Olympischen Spielen in Melbourne über 110 m Hürden im Vorlauf aus.
Dreimal wurde er Australischer Meister über 120 Yards Hürden (1954–1956), je zweimal über 220 Yards Hürden (1953, 1954) und 440 Yards Hürden (1952, 1953) und einmal im Dreisprung (1947).
Doubleday wohnte zuletzt in Werribee und starb an den Folgen eines Sturzes am 8. Juni 2014 im Alter von 88 Jahren in einem Krankenhaus in Geelong.

## Persönliche Bestleistungen
- 120 Yards Hürden: 14,2 s, 11. Februar 1954, Sydney
- 440 Yards Hürden: 53,2 s, 1952
- Dreisprung: 14,58 m, 21. Dezember 1946, Melbourne